# -2 - Livello del terrore
-2 - Livello del terrore (P2) è un horror/thriller del 2007 diretto da Franck Khalfoun.

## Trama
Angela Bridges è una giovane e bellissima donna d'affari legata al suo lavoro al punto da trattenersi in ufficio fino a tardi anche la vigilia di Natale.
Quando si decide a raggiungere i genitori e la famiglia della sorella per la cena di Natale, scende nei garage sotterranei per recuperare la macchina, al livello -2, ma la macchina non parte.
Angela riceve aiuto da un giovane addetto alla sicurezza, Thomas Barclay, che cerca invano di far partire l'auto. L'uomo, che si accinge a festeggiare il Natale nel gabbiotto della guardania, con la sola compagnia del suo cane, approfitta della situazione per invitare la ragazza ad una piccola cena a due nel suo ufficio. Angela declina l'inusuale proposta, e decide di tornare a casa in taxi. Ma anche questa soluzione si rivela presto inattuabile, perché la ragazza non riesce a sbloccare le porte d'ingresso del palazzo, ormai chiuse per la notte.
La situazione, da spiacevole, si trasforma presto in un incubo. La ragazza capisce di essere bloccata all'interno del palazzo, dal quale non ci sono vie d'uscita praticabili, e scopre che Thomas, il giovane guardiano che l'ha assistita poco prima, è in realtà un maniaco psicopatico, da tempo ossessionato da lei e dal desiderio di sedurla. Intrappolata nei sotterranei dell'edificio, Angela affronta una drammatica notte.

## Distribuzione
Il film è stato distribuito in Italia dalla Eagle Pictures il 25 luglio 2008.

## Critica
Il critico Morando Morandini gli assegna una stellina su cinque.